# Révolution industrielle en Allemagne

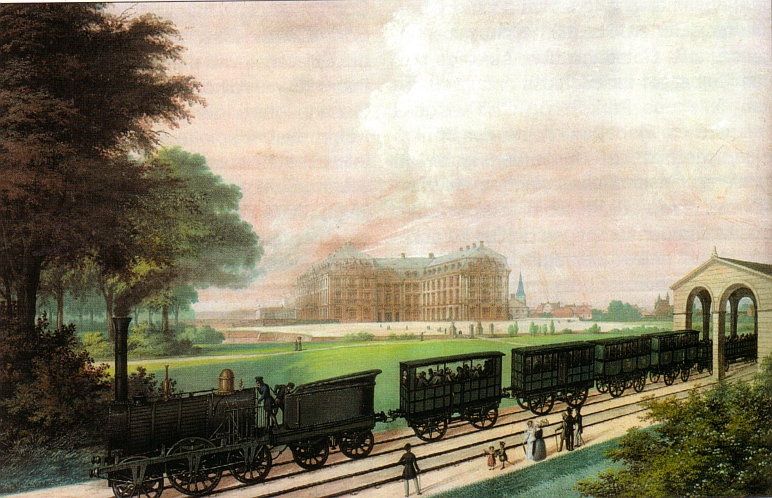
Ouverture de la ligne ferroviaire Bonn-Cologne en 1844, anonyme.

La révolution industrielle en Allemagne désigne la percée de l'industrialisation en Allemagne au XIXe siècle. Cette période débute en 1815 selon Hubert Kiesewetter, ou en 1835 selon Friedrich-Wilhelm Henning.
Elle est précédée par une phase de pré-industrialisation, la période de décollage industriel ou take off étant estimée entre 1830 et 1873, et est suivie par la seconde industrialisation sous l'Empire allemand. La révolution industrielle allemande se distingue de la révolution industrielle en Grande-Bretagne en ce qu'elle est plus tardive et qu'elle ne repose pas sur l'industrie textile, mais sur l'industrie minière et l'industrie lourde, notamment sidérurgique.
Un trait majeur de la révolution industrielle allemande est le caractère régional de son développement : en raison des traditions, des ressources naturelles et des moyens de communication, elle s'est concentrée sur des zones géographiques spécifiques. Ainsi, un processus de désindustrialisation a pu se produire dans des zones à l'artisanat traditionnellement développé mais peu préparées aux changements. À ses débuts, le développement industriel est trop faible pour générer suffisamment d'emplois pour une population croissante. La concurrence induite par les changements aggrave même la crise de l'artisanat et des secteurs manufacturiers traditionnels et est une des causes de la paupérisation durant la période du Vormärz (1815–1849). Ce n'est qu'ensuite que le développement industriel entraîne des créations d'emploi à grande échelle. Dans le même temps, la question sociale qui se posait pour les catégories rurales modestes concerne de plus en plus une population ouvrière croissante, aux conditions de travail difficiles et au revenu souvent très bas.

## Naissance et évolution du concept
Le concept de révolution industrielle vit le jour pendant la Révolution française. On s'en servit tout d'abord pour établir un lien analogique entre les mutations politiques que connaissait la France et les transformations intervenues à peu près simultanément dans les formes de production notamment en Grande-Bretagne. On continua à l'utiliser à peu près dans ce sens dans les décennies qui suivirent ; c'est ainsi qu'on le trouve en 1827 dans un article du Le Moniteur universel ou qu'on le voit employé en 1837 par Adolphe Blanqui pour comparer les débordements de la violence en France aux développements pacifiques auxquels on assistait en Angleterre. Pas plus de deux ans plus tard, Natalis Briavoinne y a recours pour qualifier un processus et une époque. Hors de France, on le rencontre pour la première fois en 1843 chez Wilhelm Schulz, puis en 1845 dans l'ouvrage d'Engels « La Situation de la classe ouvrière en Angleterre en 1844 ».
Engels comparait lui aussi la révolution politique en France avec l'évolution des formes de production en Grande-Bretagne. Pour lui, la révolution industrielle marquait l'avènement d'une nouvelle époque. « … l'histoire de l'humanité ne connaît guère d'événements qui, en l'espace de quelques générations, aient généré autant de bouleversements, aient bousculé et bousculeront encore aussi violemment le destin des peuples civilisés que la révolution industrielle que traverse notre époque ».
Alors que le concept se limite ici au développement industriel émanant de l'Angleterre, Schulz l'avait déjà appliqué à d'autres époques et avait été suivi en cela par la tradition anglo-saxonne, représentée par exemple par John Stuart Mill ou Arnold Toynbee. Désignant une époque, il mettait l'accent, vers la fin du XIXe siècle, sur le caractère historiquement unique de l'avènement de la grande industrie, alors qu'appliqué à un processus, il interprétait cette mutation comme un phénomène encore inachevé. Mais on l'utilisa de moins en moins, à partir du XXe siècle, pour désigner le processus, cette signification étant plutôt réservée au concept d'industrialisation.

## Le problème de la délimitation chronologique
Il est incontesté dans la recherche que la révolution industrielle reposait sur des prémices remontant en partie loin dans l'histoire. C'est pourquoi certains chercheurs – comme Simon Kuznets –, au vu du caractère évolutif du phénomène, relativisent fortement le concept d'une révolution au sens d'un bouleversement radical. Kuznets considère la période allant du milieu du XVIIIe siècle à nos jours comme l'époque de la « croissance économique moderne ». Cependant, la plupart des chercheurs s'en tiennent à l'idée d'une percée industrielle, c'est-à-dire d'une forte croissance économique, relativement rapide, aussi en Allemagne. Mais la délimitation précise de cette époque reste contestée,,,.
Il est entre-temps d'usage dans la recherche de faire précéder le démarrage proprement dit de l'industrialisation d'une « phase préliminaire », qui commença vers 1790 et déboucha ensuite sur la phase de « take-off », de révolution industrielle, dont le début demeure controversé. Friedrich-Wilhelm Henning, Karl Heinrich Kaufhold et Jürgen Kocka le font remonter aux années 1830. Reinhard Spree, Richard H. Tilly et Hans-Ulrich Wehler estiment que le pas décisif vers une accélération de l'évolution industrielle a été franchi dans les années 1840. Knut Borchardt place même le début de la révolution industrielle dans les années 1850,,,.
Si on laisse de côté les discussions de détail, les auteurs récents s'accordent dans l'ensemble pour dire qu'après une phase préliminaire relativement longue de pré-industrialisation, l'Allemagne est entrée au plus tard au milieu du XIXe siècle dans l'ère industrielle, tant du point de vue quantitatif que qualitatif. Et cela est aussi bien valable pour l'économie que pour la société,,,.

## Les prémices de l'industrialisation
Les conditions de départ d'une révolution industrielle étaient nettement moins favorables en Allemagne que dans le pays d'origine de l'industrialisation, la Grande-Bretagne. Il n'y avait pas de marché unique et les différentes monnaies, poids et mesures ainsi que les nombreux droits de douane reflétaient le morcellement territorial du Saint-Empire romain germanique dissous en 1806. Au niveau des transports, l'Empire était nettement moins bien desservi que l'Angleterre ; il ne connaissait par ailleurs pas d'expansion commerciale et coloniale outre-mer. Le retard par rapport à la Grande-Bretagne se manifestait aussi dans un secteur primaire beaucoup plus important en Allemagne. Il n'y avait d'ailleurs pas eu de révolution agricole à proprement parler au début du XIXe siècle. Le système féodal était encore fortement implanté et l'on comptait encore de nombreuses petites exploitations peu rentables – à l'exception des territoires à l'est de l'Elbe –, qui utilisaient encore souvent des méthodes archaïques et, essentiellement tournées sur l'économie de subsistance, n'entretenaient guère de liens avec le marché. À cela s'ajoutait que, malgré les avancées du mercantilisme au XVIIIe siècle, les corporations restaient attachées aux anciens instruments de régulation, notamment dans le domaine de l'artisanat.
Les États allemands connurent toutefois dès l'époque moderne des développements annonçant l'industrialisation. Werner Conze identifie une phase préliminaire dans la période allant de 1770 à 1850. Elle se manifestait entre autres, vers le milieu du XVIIIe siècle, par une croissance accélérée de la population, qui renforçait la demande et élargissait le potentiel de main-d'œuvre,.

### Proto-industrie et artisanat à domicile
Le modèle des corporations était certes vers 1800 quelque peu ébranlé, mais la stagnation n'était pas le fait de tous les secteurs de l'artisanat. Dans les manufactures, qui rassemblaient alors au total une centaine de milliers de travailleurs, il existait déjà d'une certaine manière une production en série avec division du travail. Le « domestic system » (proto-industrie) avait, dans certaines régions, déjà vu le jour dès la fin du Moyen Âge et surtout dans l'époque moderne. C'est ainsi que les couches de la population pauvres en terres dans l'est de la Westphalie et dans d'autres régions s'étaient spécialisées dans la fabrication à domicile du lin, que les marchands leur achetaient pour le commercialiser sur le marché suprarégional. Le nombre des personnes occupées vers 1800 dans ce secteur est estimé à pas moins d'un million.
Ces développements et d'autres ont fait apparaître divers centres régionaux de production et de fabrication, également dans le secteur de la métallurgie du fer et des autres métaux. On les trouve notamment dans les provinces occidentales de la Prusse, en Rhénanie et en Westphalie, où le Pays de Berg, le comté de La Marck, le Siegerland et certaines parties du Sauerland commençaient à développer ce genre d'activités. À l'ouest du Rhin, le fer en provenance de l'Eifel était traité dans une zone comprise entre Aix-la-Chapelle, Eschweiler, Stolberg et Düren. Mais c'était surtout le laiton, le zinc et le plomb qui étaient produits dans cette région. En Haute-Silésie, c'était en partie l'État et en partie les grands propriétaires terriens, comme les comtes de Donnersmarck ou les princes de Hohenlohe, qui se chargeaient de l'exploitation des mines et de la transformation des métaux. Dans le royaume de Saxe, il existait tout un tissu très différencié d'artisanat rural et urbain, de travail à domicile, de manufactures, de mines, qui allait bientôt aussi inclure les premières fabriques. Une grande partie de la Saxe – notamment la région de Chemnitz, appelée plus tard la « Manchester saxonne » –, ainsi que le nord de la Rhénanie comptaient même, selon Hahn, parmi les régions connaissant la plus forte croissance en Europe,,.
Ces manufactures et réseaux de travail à domicile accumulèrent un capital commercial qui servit par la suite pour une bonne part au financement des nouvelles fabriques. Toutefois, les régions concernées ne furent pas toujours ultérieurement vouées à une industrialisation, comme on le verra dans certaines parties de la Hesse ou en Basse-Silésie. Les zones se consacrant à l'artisanat rural sombrèrent même parfois dans la récession économique,,.

### La première phase d'industrialisation

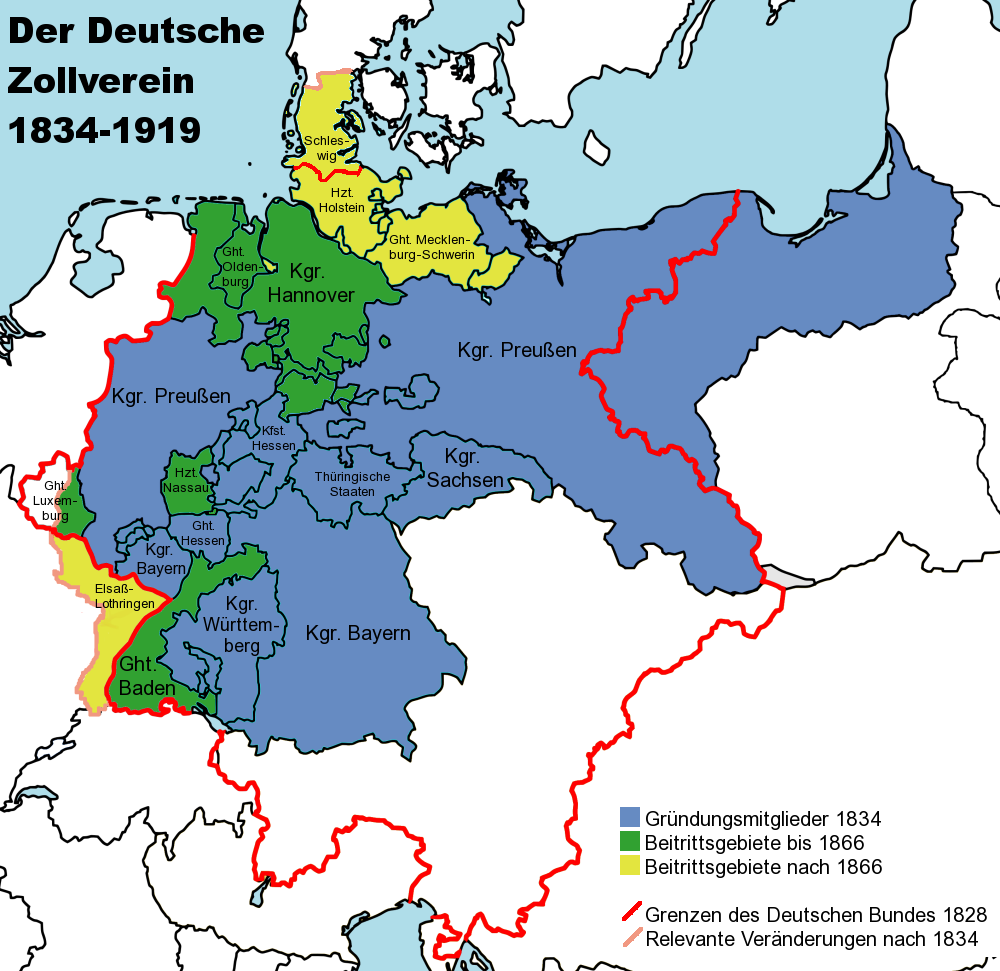
Le Zollverein à sa création.
L'extension jusqu'en 1866.
Après 1866.

C'est au plus tard au tournant du XIXe siècle que se manifestèrent les premiers signes d'une expansion industrielle. Il apparaît néanmoins opportun de faire commencer vers 1815 la première phase d'industrialisation, qui annonce la révolution industrielle en Allemagne. Depuis la fin des guerres napoléoniennes et la levée du blocus continental, les barrières commerciales tombèrent et l'économie allemande était désormais directement exposée à la concurrence de l'industrie anglaise, d'où une pression croissante à s'adapter. À cela vint s'ajouter un remaniement territorial à la suite du recès de la Diète d'Empire de 1803, qui fit disparaître de nombreux territoires minuscules pour faire place à un nombre plus limité d'États de taille moyenne. Mais il n'existait pas encore d'espace économique unique. La création en 1834 du Zollverein fut un facteur institutionnel important qui favorisa l'expansion industrielle ; cette union douanière supprimait les droits de douane pour les échanges de marchandises entre les pays auxquels il s'appliquait. C'était là une condition essentielle de l'intégration économique de marchés d'envergure jusqu'alors régionale. L'impact direct du Zollverein sur le développement industriel resta toutefois limité. Celui-ci en fut certes facilité, mais n'en reçut pas d'impulsions décisives de croissance,.
Tout aussi importantes furent les nombreuses réformes apportées au niveau de l'État, de la société et de l'économie, notamment les Réformes prussiennes, qui ont trouvé leur pendant dans d'autres États et comprenaient la libération des paysans et une nouvelle législation sur l'industrie. Suivant les États, l'application de ces réformes se fit toutefois souvent attendre jusque vers le milieu du siècle.

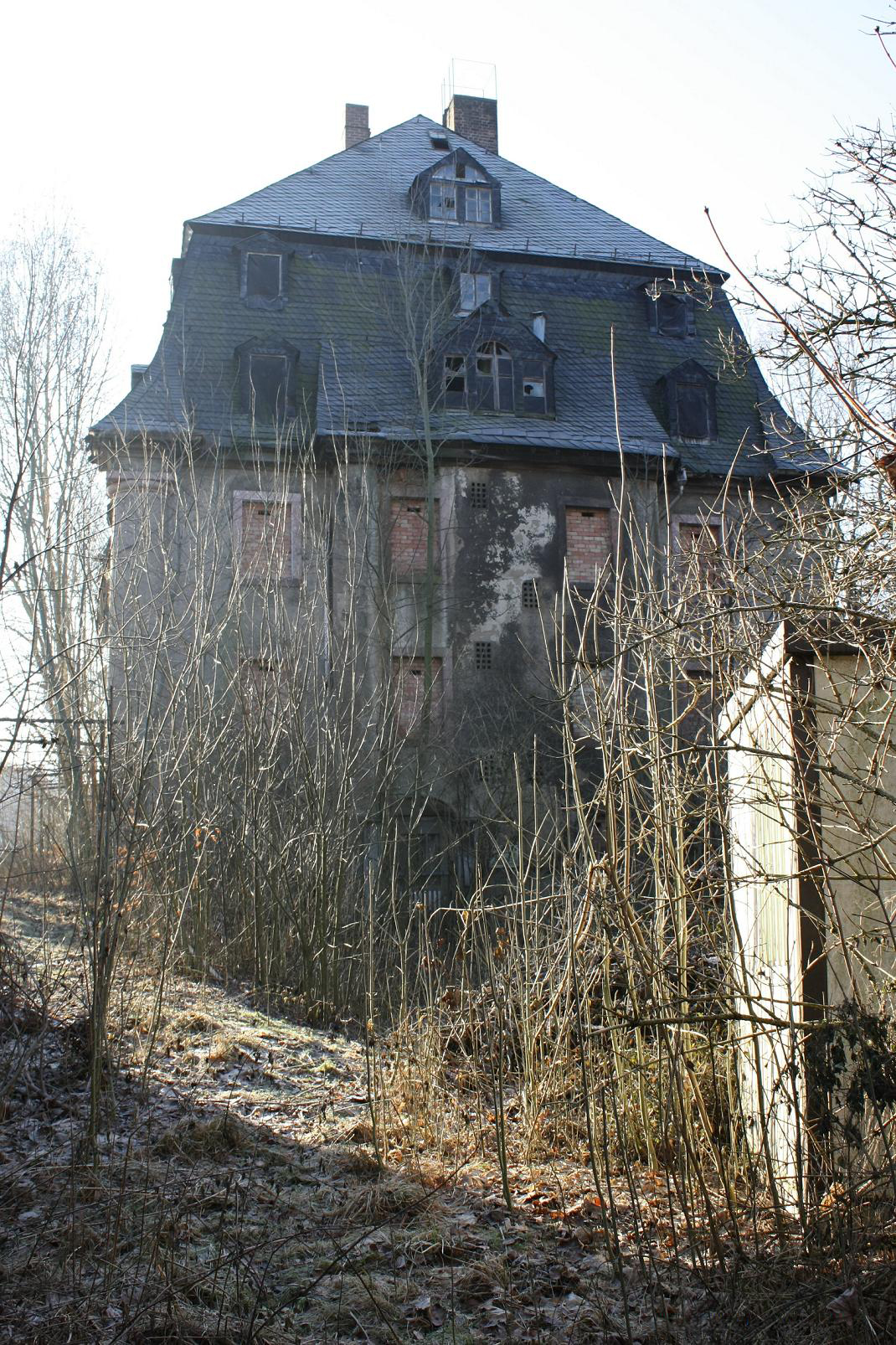
Le moulin de la filature Meinert (1812) à Lugau, l'une des premières usines en Allemagne.

Dès la fin du XVIIIe siècle, l'Allemagne vit aussi apparaître, à côté des manufactures et du travail à domicile, les premières usines modernes, utilisant des machines. C'est ainsi que la première filature mécanique de coton (l'usine textile Cromford) est entrée en activité en 1784 à Ratingen et la première machine à vapeur pour l'extraction minière un an plus tard à Hettstedt. Le premier four à coke à exploitation continue a été installé en 1796 en Haute-Silésie. Néanmoins, ces premières réalisations ne se répandirent pas à grande échelle, mais demeurèrent isolées,,.
Il n'en fut pas de même, en 1798, lorsque fut fondée la filature C. F. Bernhardt à Chemnitz-Harthau — un quartier de Chemnitz —, que Goethe a lui-même visitée en 1810 et qui déclencha le développement industriel de la région. Elle servit de modèle à d'innombrables filatures qui virent le jour dans les années qui suivirent à Chemnitz et dans les environs,,.
Les premières usines avaient pour la plupart recours à des techniques relativement simples et n'utilisaient pas encore la machine à vapeur. Ce furent au début essentiellement des filatures, auxquelles s'ajoutèrent, à partir des années 1830, les fabriques de textiles équipées de métiers à tisser mécaniques. D'une manière générale, les premiers pas de l'industrialisation se limitaient à la production de biens de consommation simples et au traitement de produits agricoles (manufactures de lin et de laine, distilleries, brasseries, moulins à huile ou manufactures de tabac). Le Pays de Bade vit très tôt s'installer des filatures importantes, comme celle de St. Blasien, qui comptait 28 000 broches, ou celle d'Ettlingen, de taille similaire. Un secteur relativement nouveau de l'industrie textile fit son apparition au début du XIXe siècle : celui de la transformation du coton. Ici, c'est la Saxe qui s'arrogea la première place, suivie de la Prusse et du Pays de Bade. Le centre le plus important en Prusse était le district de Düsseldorf, et notamment le Pays de Berg, qui, avec ses ateliers de travail des métaux et ses usines textiles, se trouvait dès 1800 au seuil de la révolution industrielle. En 1836, les seules villes de Rheydt et Gladbach comptaient pas moins de 16 filatures. L'industrie textile était certes l'un des premiers secteurs à utiliser des méthodes de production industrielle, mais, à la différence de ce qui se produisit en Angleterre, elle n'a pas donné une impulsion décisive à la révolution industrielle. Son dynamisme et sa croissance étaient trop faibles pour cela,,.
La phase de développement qu'avait déclenchée après 1815 le début de l'industrialisation prit fin dès le milieu des années 1840 avec la crise agricole et la révolution de Mars 1848. C'est à cette époque que la paupérisation du Vormärz atteint son paroxysme et que sévit la dernière crise agricole de l'ancien régime,,,.

## La révolution industrielle
La révolution de 1848–1849 marque à peu près le passage de la première phase de l'industrialisation à la révolution industrielle. C'est à cette époque que l'atmosphère de crise des années 1840 fait place à la sensation générale d'un renouveau dans la décennie suivante et que l'on voit décupler la production sociale par habitant par rapport à l'époque pré-industrielle.

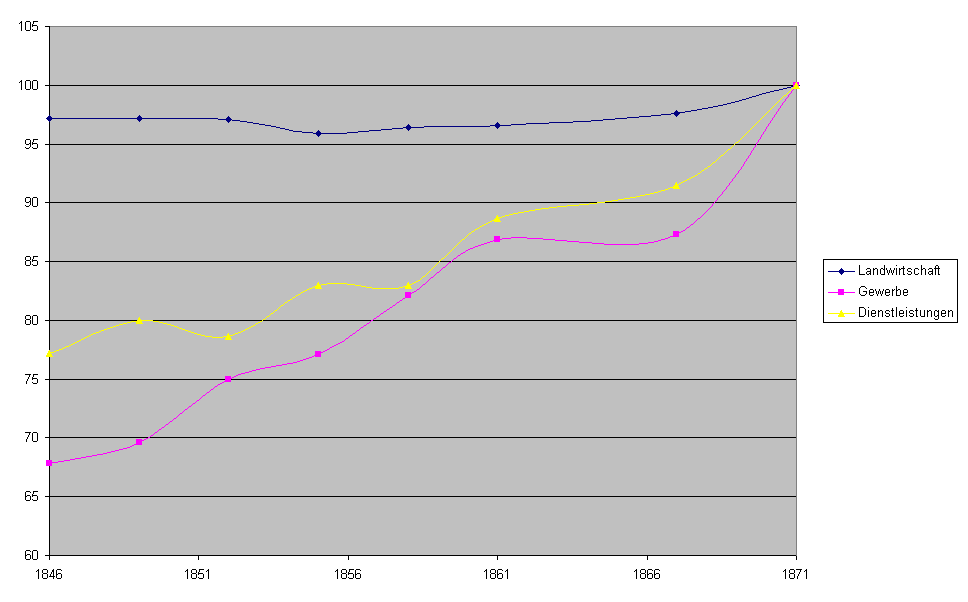
Croissance des effectifs dans les différents secteurs de l'économie de 1846 à 1871.
Agriculture ;
Artisanat et industrie ;
Prestations de services.

La soudaine progression de l'utilisation de la houille dans les années 1850 est un indicateur significatif du début de la révolution industrielle, qui recèle différents phénomènes de croissance : une forte augmentation de la production de fer et surtout d'acier, l'importance prise par la construction de machines, notamment de locomotives, et la croissance des prestations de transport des chemins de fer, qui font augmenter les besoins en énergie. La croissance de la demande en combustibles et en biens industriels exigeait une extension du réseau ferroviaire, qui stimulait à son tour la demande en locomotives et en rails. D'une manière générale, la révolution industrielle des années 1850 et 1860 était en effet avant tout marquée par des investissements importants dans la construction de voies ferrées et dans l'industrie lourde.

### Déclin de l'artisanat traditionnel et paupérisme
Néanmoins, l'évolution générale de l'économie à cette époque ne fut pas uniquement jalonnée de succès. Bien au contraire, l'importation de biens produits à l'aide de machines, notamment en provenance de Grande-Bretagne, et l'apparition d'usines en Allemagne même constituaient une menace pour les formes d'activité traditionnelles, comme la fabrication de produits à base de fer à partir du charbon de bois ou l'élaboration de textiles dans des manufactures ou en travail à domicile. La transformation du lin recula notamment devant la concurrence des articles en coton, plus avantageux. L'existence du secteur le plus important de l'industrie textile allemande était ainsi compromise,,.
Pendant un certain temps, les anciennes méthodes de production purent se maintenir. Elles y parvinrent parfois avec succès en se spécialisant sur des produits particuliers (par ex. le velours et la soie à Krefeld, le ruban à Wuppertal). Ailleurs, les négociants réagissaient en abaissant les rémunérations des tisserands à domicile. Mais à plus long terme, ces métiers ne purent résister – à l'exception de quelques rares niches – à la concurrence des machines. Il s'ensuivait que les régions où prévalaient les modes de production traditionnels et qui ratèrent le coche de l'industrie mécanisée virent se raréfier les postes de travail, d'où une désindustrialisation et une réagrarisation,,.
Autre secteur de crise : l'artisanat. Avec la croissance de la population qu'avait connue la première moitié du siècle, le nombre des artisans augmenta considérablement. Certains métiers étaient saturés, comme ceux de tailleur ou de cordonnier ; les compagnons n'avaient guère de chance de devenir maîtres artisans et les revenus des artisans indépendants étaient extrêmement faibles. Les métiers en concurrence directe avec l'industrie étaient ici particulièrement vulnérables, ce qui conduisit à des soulèvements tels que la « révolution des tailleurs » à Berlin,,.

### L'industrialisation au niveau régional
Le processus d'industrialisation est caractérisé par une répartition inégale entre les régions. Et ce pour diverses raisons, comme le raccordement au réseau ferroviaire ou la disponibilité de matières premières, de main d'œuvre ou de capital.
Pendant les décennies marquées par l'industrialisation, certaines zones d'activités traditionnelles s'adaptèrent au développement industriel. C'est ainsi qu'à Bielefeld, l'industrie linière à domicile fit place à de grandes usines textiles. À Wuppertal également, ou en Saxe, l'industrie renouait avec d'anciennes traditions. Chemnitz était ici au cœur de l'industrialisation saxonne, à tel point qu'on l'appelait la « Manchester saxonne ». Elle devint l'une des grandes villes industrielles d'Allemagne, ses activités se concentrant notamment sur la construction de machines-outils et de machines textiles, l'industrie textile, la fabrication de bicyclettes et de locomotives et l'industrie chimique.
Berlin vit s'installer avant tout l'industrie de la confection, les constructions mécaniques et les banques et assurances. La Rhénanie profitait de sa situation géographique. Le bassin de la Ruhr, à cheval sur les provinces de Rhénanie et de Westphalie devint grâce à ses matières premières le premier centre industriel, notamment dans le secteur du charbon et de l'acier. On y trouvait déjà avant quelques mines, mais au fur et à mesure que l'extraction se déplaçait vers le nord, certaines régions connurent un développement totalement nouveau. La proximité des gisements de matières premières devenait moins importante, par exemple pour les constructions mécaniques, qui s'établirent sur de nombreux sites. C'est ainsi que les usines de locomotives se montèrent souvent dans les villes administratives et les zones résidentielles,.
Répartition des usines de machines-outils en Allemagne en 1846
- Chemnitz/Zwickau : environ 135 usines
- Dresde : environ 60 usines
- Berlin : environ 38 usines
- Leipzig : environ 19 usines
- Cologne : environ 5 usines
- Düsseldorf : environ 5 usines
- Moyenne Franconie : environ 5 usines

Mais il y eut également des régions qui profitèrent moins de ce développement de l'industrie. C'est ainsi que la Silésie, autrefois prospère, enregistra un déclin en raison de sa situation relativement décentrée. Certaines parties du Sauerland et du Siegerland, avec leur longue tradition sidérurgique, ne purent pas ou que difficilement faire face à la concurrence du proche bassin de la Ruhr. Inversement, la construction, terminée en 1847, de la ligne principale de la Société de chemins de fer Cologne-Minden et, en 1862, de la ligne parallèle reliant, plus au sud, le Pays de Berg à l'ancien comté de La Marck favorisa l'épanouissement industriel de la Ruhr,.
À la fin de l'époque, on distingue quatre types de région. Le premier comprend les zones où l'industrialisation est nette, comme le Royaume de Saxe (notamment autour de Chemnitz), la Rhénanie, l'Alsace-Lorraine, le Palatinat rhénan et le Grand-duché de Hesse. Le deuxième groupe comprend les régions dans lesquelles certains secteurs ou certaines zones semblent faire figure de pionniers de l'industrialisation, mais qui ne peuvent pas être considérées comme industrialisées dans leur ensemble, telles que le Wurtemberg, le Pays de Bade, la Silésie, la Westphalie, la province de Saxe et la province de Hesse-Nassau. On trouve dans un troisième groupe des régions recelant des premiers signes d'industrialisation dans certaines villes, mais ne connaissant ailleurs guère de développements allant dans ce sens. C'est le cas du royaume, puis de la province de Hanovre, de la Haute et de la Moyenne-Franconie. La dernière catégorie est constituée par les régions à caractère essentiellement agricole, qui ne connaissaient la plupart du temps comme autre activité que l'artisanat. On compte parmi elles la Prusse-Orientale, la Prusse-Occidentale, la Posnanie et le Mecklembourg,.

### Secteurs clés
Le moteur de croissance le plus important pour l'industrialisation en Allemagne était la construction ferroviaire. La demande qu'elle suscitait stimula le développement de trois autres secteurs clés étroitement liés : l'industrie minière, la métallurgie et la construction mécanique.

#### Construction ferroviaire

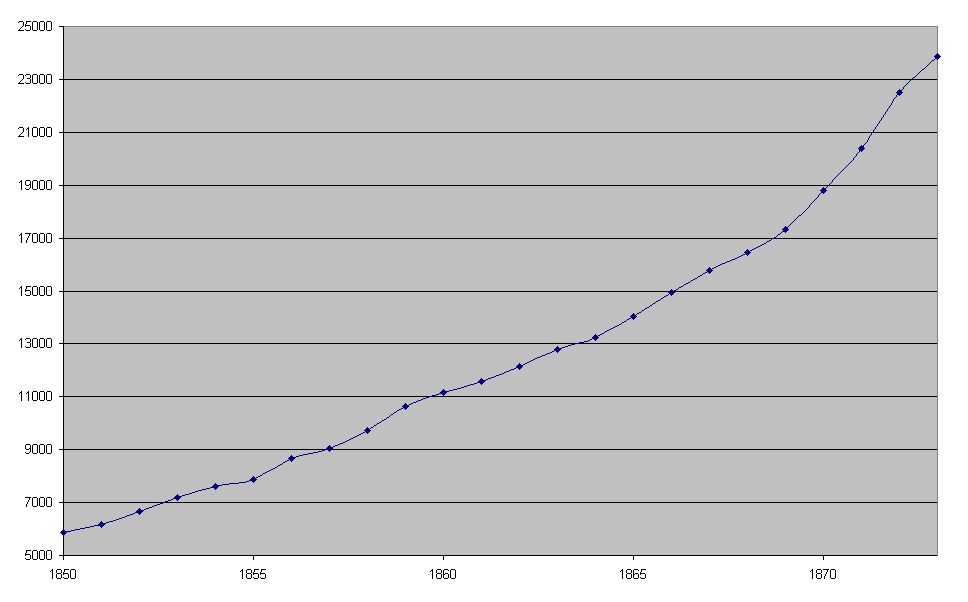
Évolution du réseau ferroviaire dans la Confédération germanique de 1850 à 1873 (en km).

Ateliers mécaniques de Friedrich Harkort dans les ruines du château de Burg Wetter.

Dans le secteur secondaire, les chemins de fer étaient le moteur de croissance le plus puissant et ils revêtaient une position clé dans l'économie générale. L'ère des chemins de fer a commencé en Allemagne avec la construction d'une ligne de 6 km de la société de chemin de fer bavarois Ludwig entre Nuremberg et Fürth. La première ligne d'impact économique majeur fut celle réalisée en 1837 à l'instigation notamment de Friedrich List entre Leipzig et Dresde, sur une longueur de 115 km,,.
Les besoins croissants des transports exigeaient l'extension du réseau ferroviaire, ce qui faisait croître la demande en fer et en charbon. En effet, entre 1850 et 1890, les chemins de fer engloutissaient environ la moitié de la production de fer. Avec le renforcement de la production nationale de fer depuis les années 1850, les constructions ferroviaires reçurent une nouvelle impulsion. Et au fur et à mesure que le réseau gagnait en ampleur, les prix des transports diminuaient, ce qui se répercutait positivement sur l'ensemble de l'économie. Entre 1850 et 1890, 25 % environ des investissements étaient consacrés aux constructions ferroviaires, ce qui montre l'importance capitale de ce secteur pour l'économie. Les investissements dans les chemins de fer sont d'ailleurs longtemps restés plus élevés que ceux destinés aux activités manufacturières ou à l'industrie,,.
Dans les années 1840, les constructions ferroviaires connurent un premier apogée. Alors qu'en 1840, le réseau comptait 580 km de lignes, sa longueur atteignait déjà 7 000 km en 1850 et presque 25 000 km en 1870. Plus de 42 000 personnes étaient déjà employées en 1840 pour la construction et l'exploitation des lignes ferroviaires, c'est-à-dire plus que dans les mines de charbon. Ce chiffre continua à croître dans les années suivantes pour frôler les 180 000 dès 1846. Une part minime des effectifs, environ 26 000 travailleurs, étaient employés en permanence dans l'exploitation, le reste était occupé à construire les lignes,,.

#### Métallurgie
En Allemagne, les premières machines actionnées à la vapeur ont été construites et étaient utilisées dès le début du XIXe siècle. En 1807, les frères Franz et Johann Dinnendahl construisaient à Essen les premières machines à vapeur. Elles servaient avant tout à pomper l'eau des mines de la Ruhr. Friedrich Harkort fonda en 1819 à Wetter ses ateliers mécaniques. Il existait dès 1836 dans la région d'Aix-la-Chapelle neuf entreprises de construction mécanique regroupant en tout un millier de travailleurs. Toutefois, le nombre des machines à vapeur demeura tout d'abord limité. En 1832, on n'en comptait que 210 pour l'ensemble de La Prusse. Dans le royaume de Hanovre, la première ne fut mise en service qu'en 1831,,,,.

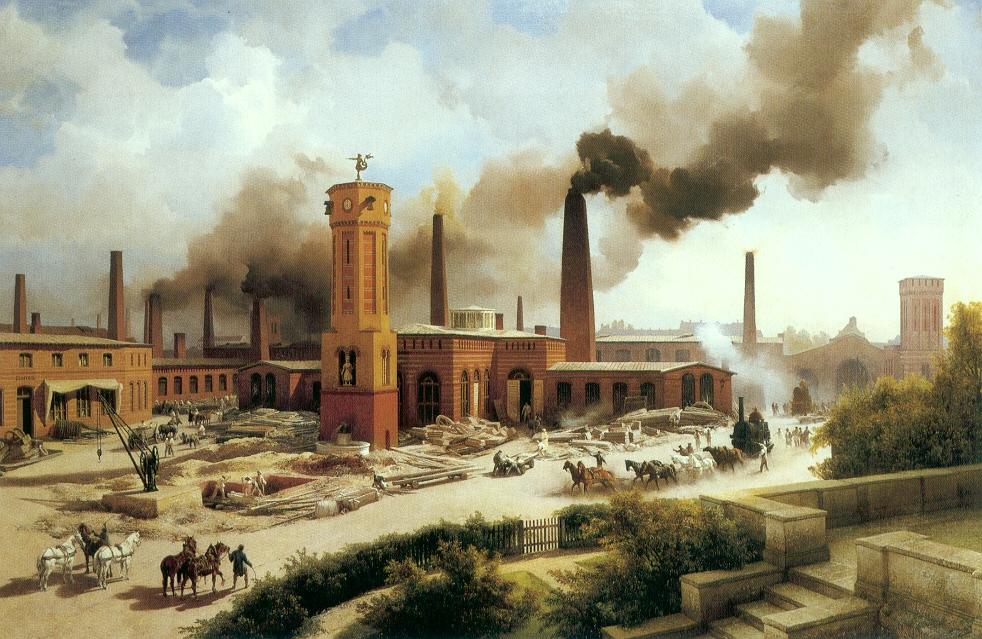
Usine de locomotives August Borsig (vers 1847).

Avec l'avènement de l'ère des chemins de fer au milieu des années 1830, la demande en rails et locomotives explosa. À partir des années 1830, le nombre des fabricants de machines à vapeur et de locomotives ne cessa donc de croître. Citons notamment la Maschinenfabrik Esslingen, la Sächsische Maschinenfabrik à Chemnitz, August Borsig à Berlin, à Munich Josef Anton von Maffei, les futures usines Hanomag à Hanovre, Henschel à Cassel et à Karlsruhe Emil Kessler. La plus importante de ces entreprises était de loin Borsig, qui fabriqua en 1841 sa première locomotive et livrait déjà sa millième en 1858. Avec 1100 employés, c'était alors la troisième usine de locomotives du monde. Cet essor vint à son tour augmenter la demande en produits de l'industrie minière,,,,.
Dans le domaine de la métallurgie de transformation, la construction mécanique, secteur le plus moderne et le plus porteur de croissance, jouait un rôle clé. Outre quelques grandes entreprises, on trouvait dans ce secteur de nombreuses petites et moyennes entreprises, souvent familiales, notamment à Chemnitz et Zwickau, mais aussi à Berlin, Dresde, Hanovre, Leipzig, Mannheim et Cologne. Johann von Zimmermann fonda en 1848 à Chemnitz la première usine de machines-outils d'Allemagne. Par ailleurs, les commandes de l'industrie lourde et de l'industrie textile attiraient ce type d'usines. L'industrie mécanique profita en Allemagne de l'ouverture de diverses écoles professionnelles, dont certaines se mutèrent par la suite en écoles polytechniques. Tandis qu'en Angleterre, on développait encore les nouvelles machines sur la base d'expériences empiriques, les calculs d'ingénierie commencèrent déjà à s'imposer en Allemagne. Dans les années 1860, la production portait essentiellement sur les machines à vapeur, mais elle ne tarda pas à se diversifier pour se répartir en 1871 à parts à peu près égales entre les machines textiles, les machines à vapeur et le matériel agricole. Alors qu'on ne comptait en 1846 que 1518 machines à vapeur sur l'ensemble du Zollverein, elles étaient déjà au nombre de 8695 en 1861. Et la Prusse en regroupait à elle seule pas moins de 25 000 en 1873,,,,.

#### Industrie minière
L'extraction de minerais et de charbon tombait jusqu'au XIXe siècle sous la régale princière des mines. Dans la Sarre, l'État prussien reprit les mines de charbon à une exception près. Dans les territoires occidentaux de la Prusse, on introduisit à partir de 1766 le principe dit de « direction », c'est-à-dire de régulation par l'État. L'aménagement de la Ruhr en voie navigable à la fin du règne de Frédéric II facilita considérablement l'exportation du charbon. Après l'institution des provinces de Rhénanie et de Westphalie, on créa en 1815 l'administration du district minier de Dortmund, qui allait d'Emmerich à l'ouest jusqu'à Minden à l'est et d'Ibbenbüren au nord jusqu'à Lüdenscheid au sud. L'administration minière réglementait l'extraction, les conditions de travail et la rémunération des mineurs. Il s'agissait là d'un pas important vers la protection des travailleurs, mais aussi d'une restriction de la marge de manœuvre des entreprises. La production de charbon progressa fortement, de 177 000 tonnes en 1790 à 513 000 en 1815, mais les proportions demeurèrent encore modestes. On ne comptait en effet en 1815 que 3400 mineurs. Malgré la surveillance des autorités, il était néanmoins possible de prospérer dans l'industrie minière, comme le montre l'exemple de Mathias Stinnes, de Mülheim, port fluvial sur la Ruhr. Il mit en place à partir de 1818 une société de transport de charbon pour desservir ses clients en Rhénanie et en Hollande. Stinnes disposa bientôt de toute une flotte de péniches et fut l'un des premiers à mettre en service des remorqueurs actionnés à la vapeur. Ses bénéfices lui permettaient d'acquérir des parts d'autres entreprises minières. À sa mort, quatre mines lui appartenaient et il possédait des parts dans 36 autres mines des principales entreprises minières du bassin de la Ruhr,,.
L'évacuation des eaux étant rendue possible grâce aux machines à vapeur, l'extraction pouvait se faire à des profondeurs plus importantes. Mais il fallait aussi être en mesure de forer des puits à travers les couches de marne pour aménager des galeries en profondeur. Les premières exploitations minières de ce type furent mises en place à partir de 1830 près d'Essen par Franz Haniel, copropriétaire des forges Gutehoffnungshütte. Dans les années qui suivirent, le nombre des mines en profondeur passa à 48, avec 95 machines à vapeur (en 1845). La production s'élevait en 1840 dans le district d'Oberberg à 1,2 million de tonnes de houille et les effectifs frôlaient les 9000. Dans les autres bassins houillers, l'extraction connut aussi un essor notable dans les premières décennies du XIXe siècle, comme dans le bassin d'Aix-la-Chapelle, où l'on comptait déjà pas moins de 36 mines en 1836,,.

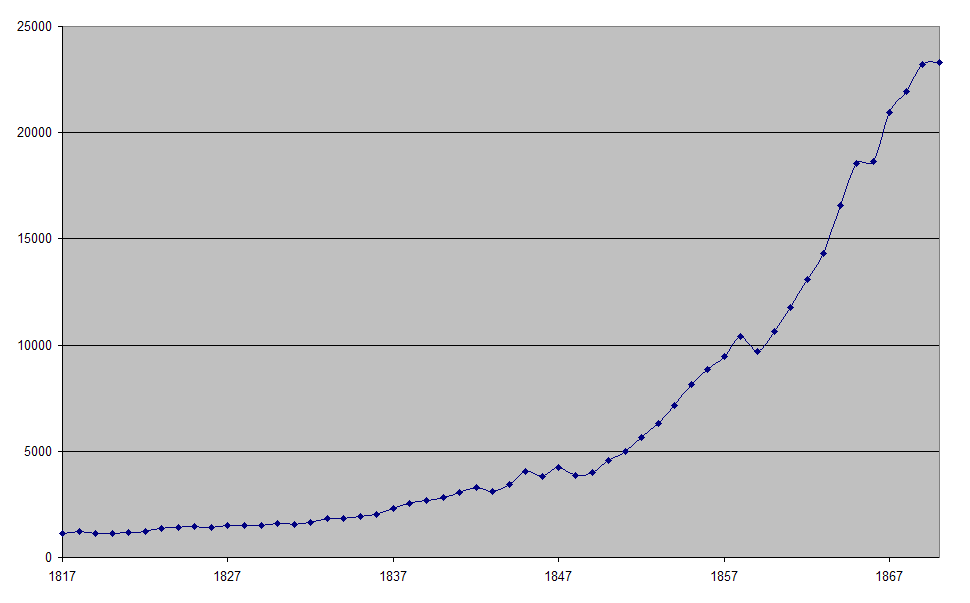
Production de houille en Prusse de 1817 à 1870 (en milliers de t).

La demande en produits à base de fer suscitée par la construction des lignes de chemin de fer donna notamment depuis les années 1840 une forte impulsion à l'industrie minière. Les modifications du contexte juridique y apportèrent aussi leur part, tout particulièrement la suppression progressive, à partir de 1851, des contrôles administratifs sur les activités minières, qui déboucha finalement, en 1861 sur la réforme du droit minier prussien. C'est là l'une des raisons de l'essor que connut l'industrie minière privée dans la Ruhr et en Silésie,,.
La réforme du droit minier contribua aussi largement à ce que la société par actions s'imposa comme forme d'entreprise également dans les activités minières. L'Irlandais William Thomas Mulvany créa en 1854 la Hibernia AG (de) et en 1856 différents actionnaires constituèrent la Harpener Bergbau AG (de). Toutes les deux devinrent dans les décennies suivantes des entreprises minières leaders du bassin de la Ruhr, où de nombreuses nouvelles mines furent aménagées dans les années 1850. On en comptait 277 en 1860, chiffre inégalé par la suite. Les quantités de charbon extraites augmentèrent en conséquence. Dans les années qui suivirent, le nombre des mines diminua, mais les capacités d'extraction continuèrent à progresser en raison de la fusion de petites mines en des unités plus importantes. À la fin de la révolution industrielle, l'entreprise la plus prospère était la Gelsenkirchener Bergwerks-AG (de), fondée en 1873 par Friedrich Grillo,,.

#### Production sidérurgique
Toute une série d'entreprises qui devinrent par la suite les leaders de l'industrie lourde remontent aux débuts de l'industrialisation. Dans la Sarre, Carl Ferdinand von Stumm-Halberg et sa famille jouèrent un rôle prépondérant dans l'industrie lourde, notamment depuis 1827, où ils prirent le contrôle de leur concurrent, l'aciérie Dillinger Hütte. À Sterkrade, près d'Oberhausen, diverses entreprises fondèrent en 1810 la Gutehoffnungshütte. Alors que l'entreprise n'employait vers 1830 que 340 ouvriers, elle en comptait déjà environ 2000 au début des années 1840. Friedrich Krupp, qui s'était lancé en 1811 à Essen dans la production d'acier coulé, légua en 1826 à son fils Alfred une entreprise fortement endettée, qui ne se releva véritablement que dans les années 1840, lorsque la construction ferroviaire vint relancer la demande,,,.

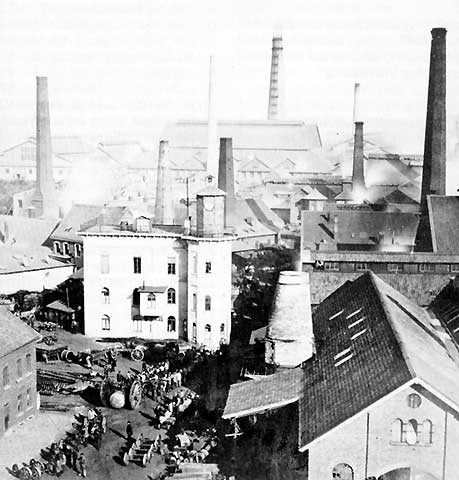
Les usines Krupp à Essen, en 1864.

Dans les premières décennies du XIXe siècle, une innovation technique fut d'un impact notable: le puddlage, procédé qui utilisait la houille au lieu du charbon de bois et était beaucoup moins onéreux et plus productif. Ce procédé fut introduit en 1824 dans une forge de Neuwied ; en 1825, Eberhard Hoesch (de) l'adoptait dans son usine de Lendersdorf et l'usine Harkort suivait l'exemple un an plus tard. Les usines nouvelles ou reconverties dans les deux décennies suivantes — comme la Hüstener Gewerkschaft (de) — étendirent leurs activités au laminage, au tréfilage, aux constructions mécaniques et à d'autres branches de la métallurgie. L'extension du réseau ferroviaire fit très vite exploser la demande en fer, en rails et en autres produits sidérurgiques,,,.

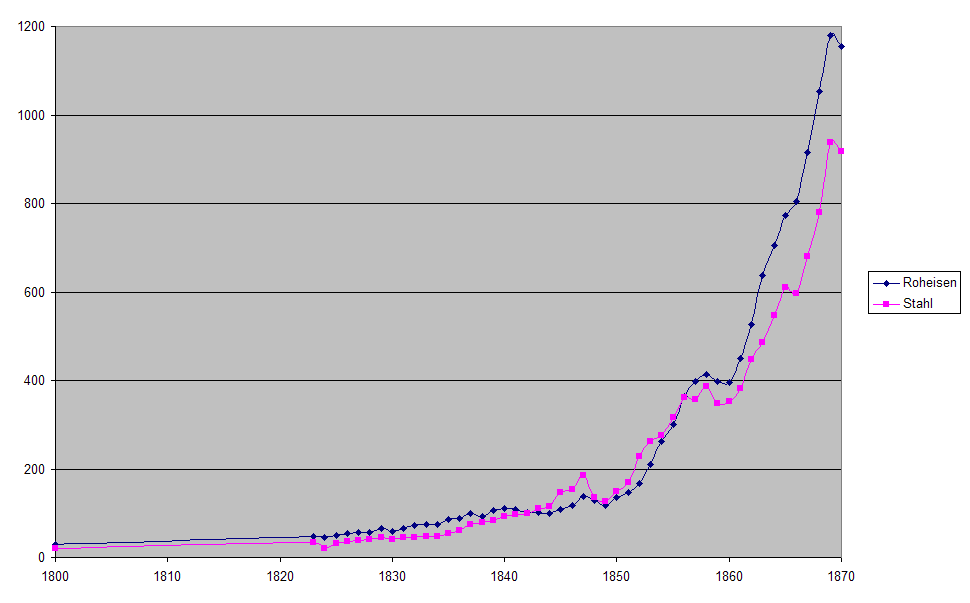
Production de fer et d'acier en Prusse entre 1800 et 1870 (en milliers de t).

Dans le domaine de la métallurgie, des innovations techniques permirent d'accroître considérablement la production, comme la substitution du coke au charbon de bois, trop coûteux, pour la fabrication du fer. Alors qu'en 1850, la part de fer fabriqué à l'aide de coke était de 25 % seulement, elle atteignait déjà 63 % trois ans plus tard. Quant à la production d'acier, elle vit apparaître dans les années 1860 le procédé Bessemer, qui permettait de fabriquer de l'acier à l'échelle industrielle à partir de la fonte brute liquide,,,.
En 1850, alors que la révolution industrielle proprement dite commençait à peine dans la Confédération germanique, la fabrication du fer n'employait que 13 500 travailleurs, pour une production d'environ 214 000 tonnes. Dans les dix années qui suivirent, la production augmenta de 150 %, puis de 160 % dans les années 1860 ; sa croissance se chiffra même à 350 % de 1870 à 1873, à l'apogée de la révolution industrielle. Pendant ce temps, les effectifs n'avaient augmenté que de 100 %, en raison des améliorations techniques de la production, mais aussi du fait que l'on disposait d'un nombre croissant de travailleurs spécialisés et expérimentés. La production d'acier, plus exigeante du point de vue technique, connut une expansion encore plus forte, puisque dès 1850, elle atteignait presque la production de fer. Quelque 20 000 ouvriers produisaient à l'époque environ 200 000 tonnes d'acier. En 1873, la production était de 1,6 million de tonnes pour 79 000 employés,,,.

### Constitution de groupes d'entreprises
Si les entreprises de l'industrie lourde étaient encore souvent, au début de la révolution industrielle, de dimensions modestes, elles devinrent pour certaines, pendant cette période, des entreprises aux proportions gigantesques. Krupp comptait en 1835 67 employés, en 1871, ils étaient déjà 9000, et 13 000 en 1873. Parallèlement, le modèle de la société anonyme ne tarda pas à s'imposer un peu partout – à quelques exceptions près, comme Krupp ou quelques entreprises familiales de Haute-Silésie.
Par ailleurs, on vit dès lors apparaître — notamment dans l'industrie lourde — des konzern, associations d'entreprises à concentration verticale et horizontale. Étaient par exemple ainsi regroupés des mines, des hauts fourneaux, des aciéries, des laminoirs et des usines de constructions mécaniques. C'est dans ce sens-là que se développèrent la Gutehoffnungshütte à Oberhausen, l'Association de Bochum (de), les entreprises Hoesch (de) et Thyssen, le Hoerder Verein (de), mais aussi des entreprises familiales comme celle des Henckel von Donnersmarck (de) en Haute-Silésie. Alors que la plupart des entreprises suivirent cette orientation au fil d'un processus relativement long, la Dortmunder Union (de) fut fondée dès le début, en 1872, comme association d'entreprises diversifiée. Il en alla de même, en 1873, de la Gelsenkirchener Bergwerks AG. Ces deux projets, menés tout particulièrement sous l'impulsion de Friedrich Grillo, furent financés par la société bancaire Disconto, placée sous la direction d'Adolph von Hansemann.

### Financement de l'industrie et banques

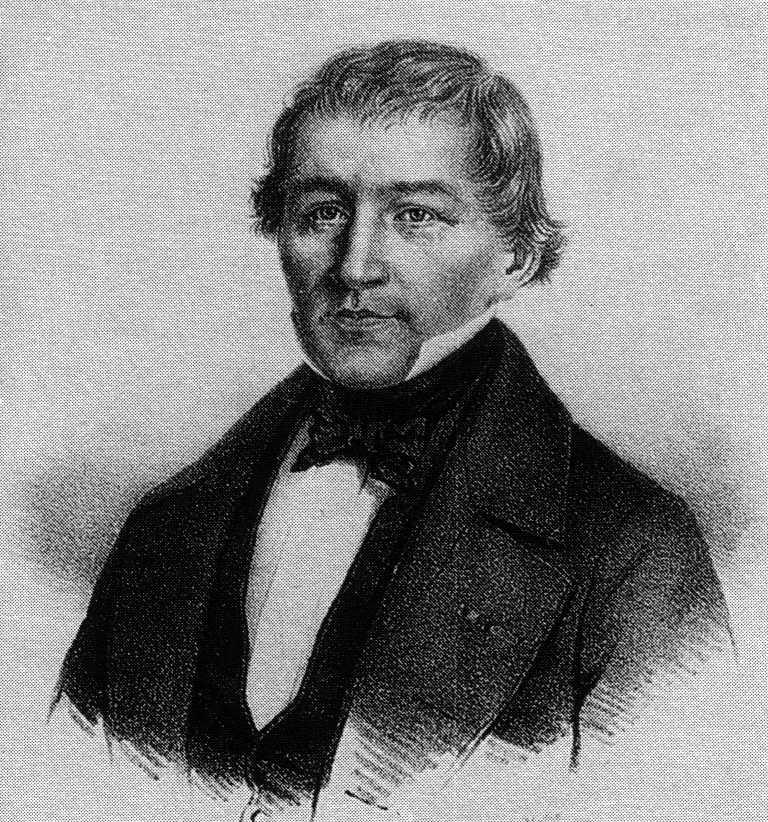
David Hansemann s'est occupé dès le Vormärz du financement des constructions ferroviaires et a fondé dans les années 1850 l'institut de crédit Disconto-Gesellschaft (lithographie de 1848).

Le financement des premières entreprises industrielles reposait souvent sur le capital propre ou l'argent des familles. Mais il fut bientôt nécessaire, pour créer et développer des entreprises, d'avoir recours à des banques pour se procurer les fonds nécessaires. Il s'agissait dans les premières décennies de banquiers privés. Parallèlement, dès avant 1870, des banques par actions commencèrent à se développer et le système des banques universelles, qui caractérisera l'évolution future en Allemagne, fut peu à peu mis en place. Les banques privées jouèrent tout d'abord un rôle prépondérant surtout pour le financement des constructions ferroviaires, secteur particulièrement porteur de bénéfices. C'est elles qui émettaient les actions et les directeurs des banques étaient souvent représentés dans les organes de direction ou les conseils de surveillance des sociétés de chemins de fer. Le rôle des banques privées est particulièrement manifeste dans le cas de la Compagnie des chemins de fer rhénans, créée sous l'impulsion déterminante de Ludolf Camphausen. Puis d'autres banquiers se joignirent à lui, comme A. Schaaffhausen, Abraham Oppenheim et un groupe de banquiers d'Aix-la-Chapelle réunis autour de David Hansemann. Oppenheim devint plus tard l'actionnaire principal. Les affaires juteuses réalisées dans les chemins de fer générèrent également des investissements dans l'industrie minière et la sidérurgie. Néanmoins, le financement des constructions ferroviaires n'était pas dépourvu de risques. C'est pourquoi un certain nombre de banquiers privés d'Allemagne occidentale eurent l'idée dès les années 1840 de créer des banques par actions, projet qui échoua toutefois devant les obstacles de la bureaucratie de l'État prussien. La grave crise dans laquelle fut plongée la banque Schaaffhausen déboucha enfin en 1848 sur la création comme société créancière du A. Schaaffhausen'scher Bankverein, qui deviendra la première banque par actions. Suivirent en 1853 la Darmstädter Bank, dont Gustav Mevissen acquit entre autres des parts, puis en 1856 la société Disconto de David Hansemann, transformée en société par actions, et enfin, la même année la Berliner Handels-Gesellschaft (de). Ces sociétés par actions se concentraient sur le financement d'entreprises industrielles et autres qui requéraient des capitaux importants. Par la suite, on en vint, à la différence, par exemple, de la Grande-Bretagne, à une répartition des tâches. L'émission de billets de banque restait entre les mains d'institutions (semi-)étatiques. La Preußische Bank jouait ici un rôle crucial. De l'autre côté, les banques privées et banques par actions concentraient leurs activités sur la constitution de sociétés industrielles par actions et sur l'émission de parts.

## Fluctuations économiques
Dans l'ensemble, l'économie n'a pas accusé pendant cette période des taux de croissance exceptionnels. L'augmentation annuelle du produit national net a été en moyenne de 2,36 % entre 1850 et 1857 et de 3,31 % de 1863 à 1871. Mais l'on obtient une autre image si l'on considère séparément les différents secteurs de l'économie. L'industrie a connu de loin la croissance la plus forte. Et c'est cela qui était inédit. Dans l'industrie, le premier rang revenait tout d'abord à la production de biens de consommation, et notamment à l'industrie textile. La conjoncture dans le secteur de l'industrie dépendait donc encore fortement de l'évolution des salaires réels. Cela changea radicalement après 1840, lorsque les chemins de fer et l'industrie lourde devinrent des secteurs clés de l'industrie. La conjoncture industrielle était dès lors principalement liée aux attentes de résultats des entreprises.
Néanmoins, le secteur secondaire n'était pas encore assez puissant pour dominer l'évolution macro-économique. Ce n'est que vers la fin de la révolution industrielle, autour de 1870, qu'il prit nettement le dessus. Jusque-là, l'agriculture, partie principale du secteur primaire, faisait encore preuve d'un certain dynamisme. C'est d'ailleurs l'une des raisons pour lesquelles on ne commença à s'intéresser à la conjoncture macro-économique au sens actuel du terme qu'à partir du début de l'Empire allemand. Jusque-là, les fluctuations économiques étaient rapportées à des cycles plus anciens, d'inspiration agraire, accompagnés d'incidences industrielles.
Les crises agraires telles qu'on les connaissait par le passé étaient avant tout liées à des pertes de récoltes, c'est-à-dire à des phénomènes naturels. Les bonnes récoltes faisaient baisser le coût des denrées alimentaires, une chute trop forte des prix se répercutant toutefois sur les revenus des agriculteurs, ce qui à son tour amputait la demande en produits industriels. Inversement, les mauvaises récoltes faisaient grimper outre mesure les prix des denrées alimentaires. Des crises agraires de ce type sont survenues en 1805/06, en 1816/17, en 1829/30, la pire étant celle de 1846/47.

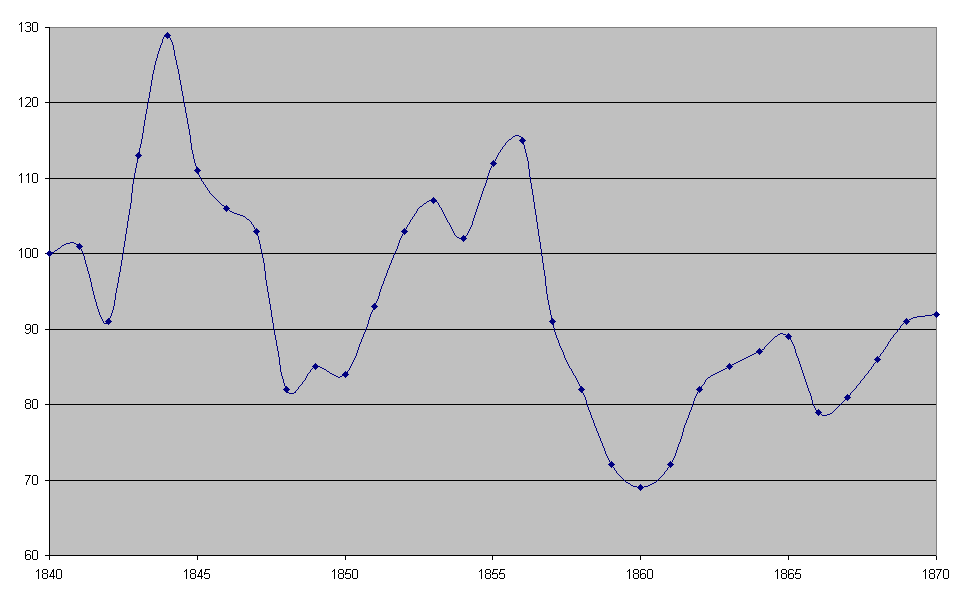
Indice boursier allemand entre 1840 et 1870.

La conjoncture de type industriel apparaît pour la première fois en Allemagne au milieu des années 1840. Dans les années 1841 à 1845, les investissements explosèrent dans le domaine des chemins de fer, qui attirèrent très vite des capitaux inouïs ; mais la bulle éclata tout aussi rapidement.
La perte de vitesse de cet essor économique fut en bonne partie déclenchée par la crise agraire de 1847 et vint encore l'accentuer. Au renchérissement des denrées alimentaires et à la famine vinrent s'ajouter le chômage et les pertes de revenus, ce qui précipita les développements prérévolutionnaires jusque dans les couches les moins aisées de la population. Cette dépression conjoncturelle ne commença à s'estomper que fin 1849 ou début 1850.
Un tournant fondamental est intervenu au début des années 1850, que certains historiens attribuent au fait que les pertes de récoltes se répercutaient désormais uniquement au niveau régional, car les transports, notamment ferroviaires, apportaient une compensation entre les pays et régions d'Europe. C'est à cette époque que les investissements foisonnèrent dans tous les secteurs de l'industrie, et surtout dans les chemins de fer. L'essor de l'industrie fut interrompu dans les années 1857 à 1859 par une nette récession économique, que l'historien Hans Rosenberg qualifia de « première crise économique mondiale ». Il s'agissait en fait d'une crise commerciale, spéculative et bancaire, qui fut déclenchée, notamment à Hambourg, lorsqu'éclata la bulle des transactions commerciales et d'armement, financées par des effets bancaires, entre Hambourg, l'Amérique, l'Angleterre et la Scandinavie. Mais l'origine de cette crise se situait aux États-Unis, où la défaillance d'une banque créa un effet de chaîne et emporta dans son sillage la faillite de nombreux autres instituts de crédit. À cela vinrent s'ajouter des facteurs d'ordre industriel. En effet, les capacités de production ne pouvaient souvent pas faire face à l'explosion de la demande. Néanmoins, cette crise fut beaucoup moins longue et moins grave dans ses répercussions que la crise bancaire de mai 1873,,.
En comparaison avec la première moitié des années 1850, la conjoncture demeura relativement faible au début des années 1860. Mais cela était avant tout dû à des incidences externes telles que la guerre civile américaine. L'industrie textile souffrait notamment de l'interruption des livraisons de coton en provenance du Sud des États-Unis. Par ailleurs, les entreprises étaient plus réticentes à investir après leurs malencontreuses expériences des années 1857-59. Après le milieu des années 1860, l'économie connut à nouveau un essor considérable, qui déboucha dans l'euphorie de la « Gründerzeit », qui ne concernait plus uniquement l'industrie lourde, mais aussi et presque tout autant l'industrie textile et l'agriculture. Brièvement freinée par la guerre de 1870/71, la croissance se poursuivit jusqu'au début de la Longue Dépression. Alors que les fluctuations économiques étaient encore liées au milieu du siècle à des facteurs agraires, l'industrie était désormais nettement l'élément dominant,,.

## Mutation de la société
La révolution industrielle apporta non seulement des changements dans l'économie, mais aussi de profondes mutations de la société. Tout comme au niveau économique d'anciens métiers continuaient à être pratiqués parallèlement à l'industrie moderne, on vit se côtoyer d'anciens et de nouveaux modes de vie, groupes sociaux et problèmes sociétaux.

### Bourgeoisie

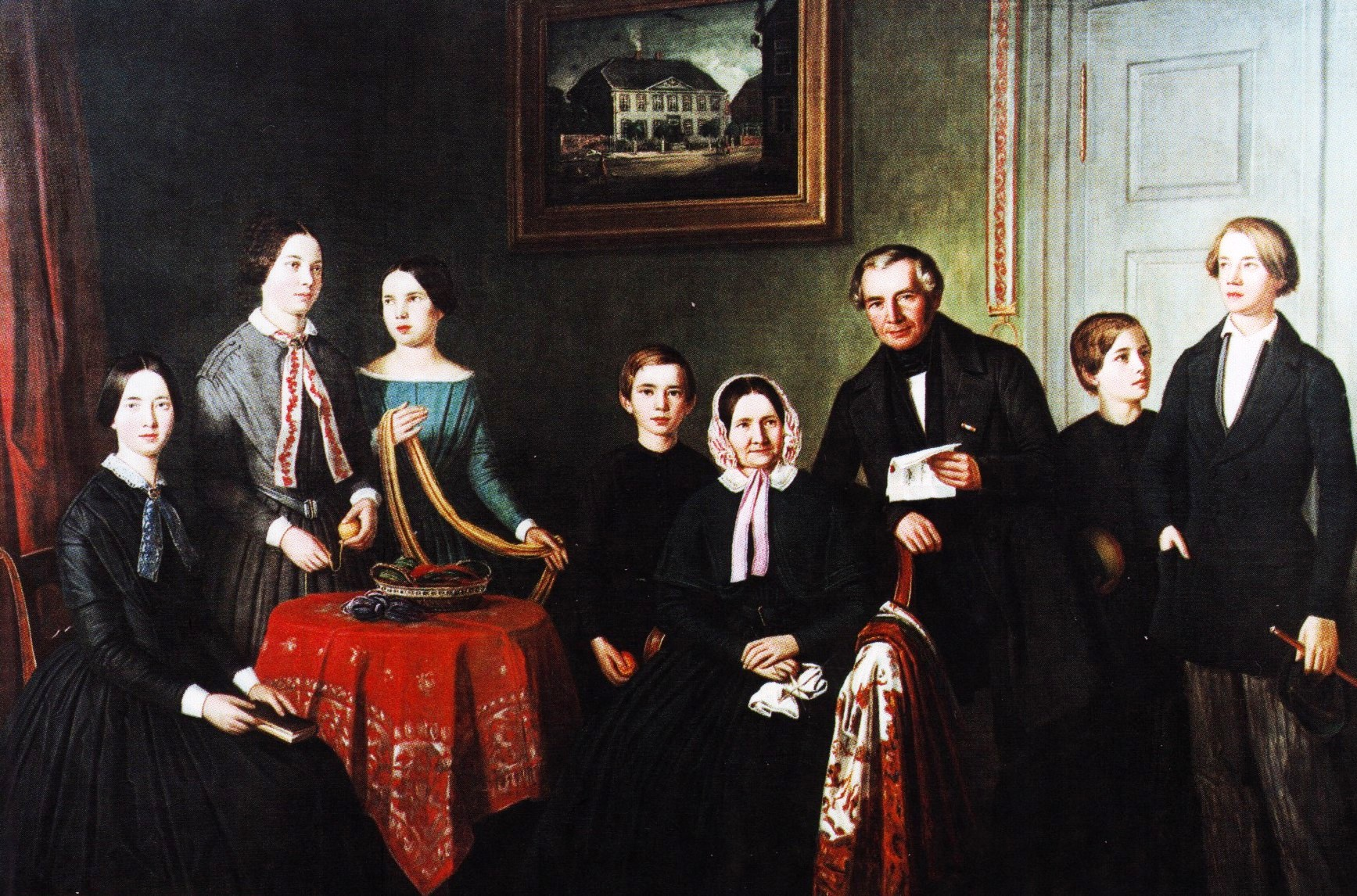
La famille de l'entrepreneur Brökelmann (huile sur toile d'Engelbert Seibertz, 1850).

Le XIXe siècle voit la percée de la bourgeoisie. Quantitativement toutefois, les bourgeois n'ont jamais constitué la majorité de la population. Au début, c'était la société rurale qui prédominait et à la fin du siècle, la population ouvrière était sur le point de dépasser en nombre la bourgeoisie. Mais le mode de vie de la bourgeoisie, ses valeurs et ses normes ont sans aucun doute marqué le XIXe siècle. La monarchie et la noblesse parvinrent certes encore à maintenir leur hégémonie politique, mais celle-ci fut influencée et remise en cause par les nouveaux mouvements nationaux et les revendications de la société civile.
Néanmoins, la bourgeoisie ne constituait pas un groupe homogène, mais se composait de parties différentes. L'ancienne bourgeoisie citadine des artisans, aubergistes et commerçants se plaçait dans la continuité de la bourgeoisie du début des Temps modernes. Elle s'étendit progressivement vers le bas à la petite bourgeoisie, regroupant toutes les personnes qui assuraient leur existence soit par le métier qu'elles exerçaient soit par le commerce. Les bourgeois à part entière représentaient jusque dans les premières décennies du XIXe siècle seulement 15 à 30 % de la population. Ils perdirent cette exclusivité du statut de bourgeois après les réformes adoptées dans les États de la confédération du Rhin, en Prusse, puis dans les autres États allemands, introduisant la notion d'égalité des citoyens et imposant peu à peu le régime des communes. D'une manière générale, la bourgeoisie urbaine conservait au début du XIXe siècle son mode de vie traditionnel reposant sur des valeurs telles que la tradition des corporations, le rang familial, les usages commerciaux et un train de vie représentatif de sa position dans la société. Elle appréhendait d'un œil sceptique les développements rapides de l'industrie et les risques qu'ils comportaient. Ce groupe constituait jusque bien avancé le milieu du XIXe siècle la majeure partie des citoyens,,.

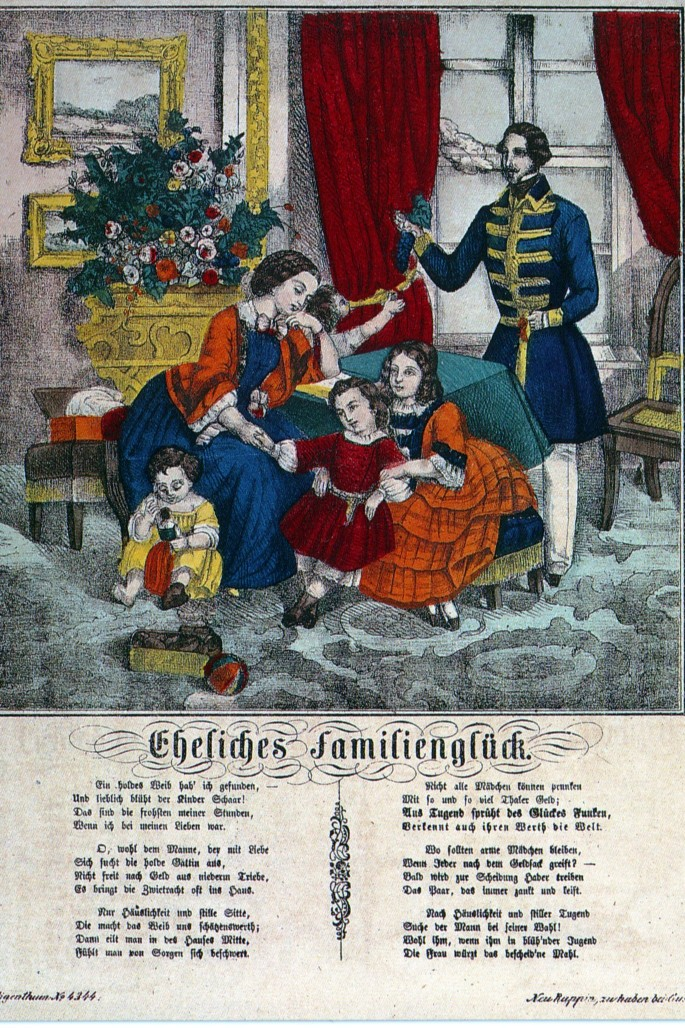
Représentation idéalisée de la famille bourgeoise (estampe provenant de Neuruppin, vers 1860-1870).

Par delà le vieil état de la bourgeoisie, on avait vu apparaître à partir du XVIIIe siècle de nouvelles catégories de bourgeois, en particulier la bourgeoisie éduquée et la bourgeoisie économique. Sur le territoire de la Confédération germanique, la bourgeoisie éduquée était essentiellement constituée de hauts fonctionnaires au service de l'État, de la justice et du secteur de l'éducation supérieure (lycées et universités), en pleine expansion au XIXe siècle. À côté de cette bourgeoisie fonctionnarisée, les professions libérales — médecins, avocats, notaires, architectes — ne prirent une importance numérique notable que dans les années 1830/40. L'appartenance de ce groupe à la bourgeoisie ne reposait pas sur des privilèges corporatistes, mais sur des qualifications liées à des performances,,.
Certes, la bourgeoisie éduquée se recrutait surtout dans ses propres rangs, mais elle commença à s'ouvrir, dans la première moitié du XIXe siècle, à des couches sociales inférieures. Environ 15 à 20 % provenaient de la petite bourgeoisie et accédaient à ces professions par le biais du baccalauréat et d'études universitaires. Les différences d'origine étaient compensées par la formation et par la fréquentation de milieux sociaux de même acabit,,.
La bourgeoisie éduquée, dont provenait une bonne partie de l'élite bureaucratique et juridique, était sans aucun doute la classe bourgeoise la plus influente du point de vue politique. Mais elle établissait également des normes culturelles, qui étaient souvent plus ou moins adoptées par d'autres classes bourgeoises, s'étendant parfois jusqu'à la classe ouvrière et même en partie à la noblesse, comme l'image de la famille bourgeoise, où l'homme travaillait à l'extérieur tandis que la femme s'occupait de la maison et des enfants, image qui perdurera jusqu'au XXe siècle. La bourgeoisie éduquée s'appuyait sur un idéal d'éducation néo-humaniste, qui lui permettait de se distinguer par rapport à la noblesse, dont le statut reposait sur des privilèges, et aux classes non éduquées,,.
Avec l'industrialisation, on vit apparaître à côté de la bourgeoisie citadine et de la bourgeoisie éduquée une nouvelle bourgeoisie, reposant sur des valeurs économiques. Cette bourgeoisie était constituée en Allemagne par la catégorie des entrepreneurs. On comptait vers le milieu du XIXe siècle quelques centaines de familles d'entrepreneurs. Dans les décennies qui suivirent, leur nombre augmenta pour atteindre quelques milliers en 1873, mais la bourgeoisie économique restait quantitativement le groupe le plus petit de la bourgeoisie. En faisaient aussi partie, à côté des industriels, les banquiers, les détenteurs de capitaux et, de plus en plus, les dirigeants salariés,,.
Les membres de la bourgeoisie économique étaient d'origines sociales diverses. Certains d'entre eux, comme August Borsig, provenaient de milieux artisanaux, une partie importante, comme les Krupp, étaient issus de familles citadines aisées, de haute renommée et de longue tradition. On estime qu'environ 54 % des industriels descendaient de familles d'entrepreneurs, 26 % de paysans, d'artisans indépendants ou de petits commerçants, les 20 % restants venant de la bourgeoisie éduquée, de familles d'officiers ou de grands propriétaires terriens. Il n'y avait pratiquement pas d'industriels provenant de familles d'ouvriers ou de travailleurs agricoles. Encore pendant la révolution industrielle, les catégories accédant à la bourgeoisie économique par ascension sociale perdirent en importance. Alors qu'en 1851, 1,4 % seulement des entrepreneurs avaient suivi une formation universitaire, ils étaient déjà 37 % en 1870. À partir des années 1850, la bourgeoisie économique commença à se distinguer des autres groupes de la bourgeoisie par son mode de vie – par exemple en faisant construire des villas de prestige ou en achetant des terres. Elle se mit parfois à adopter des styles de vie rappelant ceux de la noblesse. Seuls pouvaient toutefois se le permettre les propriétaires de grandes entreprises. Il existait par ailleurs une couche moyenne d'entrepreneurs, comme la famille de Friedrich Daniel Bassermann, qui prenait ses distances par rapport à la noblesse et adhérait à une idéologie propre des couches moyennes,,.

### Paupérisme

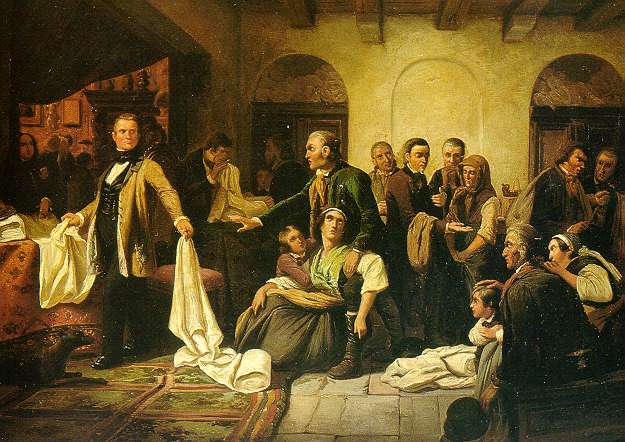
Les tisserands de Silésie (tableau de Carl Wilhelm Hübner, 1846).

Tout aussi impressionnante que pouvait être la croissance de la nouvelle industrie dans certaines régions, les impulsions qu'elle générait ne suffirent longtemps pas à faire travailler et à nourrir la population qui ne cessait d'augmenter. Par ailleurs, le déclin des anciennes activités manufacturières, aux effectifs souvent pléthoriques, et la crise de l'artisanat vinrent encore accentuer la détresse sociale. À moyen terme, les artisans parvinrent néanmoins à s'adapter aux conditions de l'industrie capitaliste. Les artisans du bâtiment profitèrent ainsi de la croissance des villes et d'autres secteurs de l'artisanat commencèrent à se concentrer davantage sur la réparation plutôt que sur la production.
Dans la société rurale, le nombre des exploitations ne possédant pas du tout ou très peu de terres avait fortement augmenté depuis le XVIIIe siècle. Les possibilités de revenus dans l'artisanat rural ou à domicile y avaient largement contribué. Avec la crise de l'artisanat et le déclin du travail à domicile, une partie considérable de la population rurale se voyait menacée dans son existence. Ces phénomènes contribuèrent pour une part non négligeable au paupérisme du Vormärz. À moyen terme, une grande partie des ouvriers d'usines se recruta dans ces milieux, mais pour une période de transition relativement longue, l'industrialisation signifia une paupérisation pour de larges couches de la population. Les sources de revenus annexes disparaissant, le niveau de vie baissa pour beaucoup, engendrant des révoltes, la plus connue étant celle des tisserands de Silésie.

### Émigration

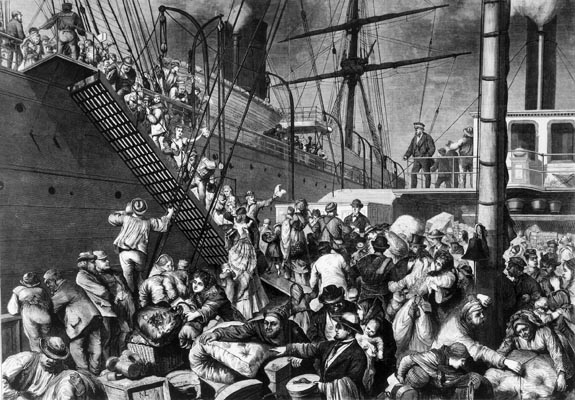
Émigrants allemands dans le port de Hambourg (vers 1850).

Comme la plupart des nouvelles industries donnaient du travail aux couches inférieures locales de la population, les flux migratoires internes restèrent encore très limités dans les premières décennies. Par contre, l'émigration semblait offrir une possibilité de surmonter la misère sociale. Dans les premières décennies du XIXe siècle, ce type de migration n'était pas encore d'ampleur notable. Entre 1820 et 1830, le nombre des émigrants était de l'ordre de 3000 à 5000 par an. À partir des années 1830, ces chiffres commencèrent à augmenter sensiblement. La paupérisation battait alors son plein et fut encore aggravée par la crise agraire de 1846/47. C'est d'ailleurs en 1847 que ce mouvement atteint son premier apogée, avec 80 000 émigrants.
L'émigration s'organisa d'abord sous la forme d'associations d'émigration et eut de plus en plus recours à des agents à orientation commerciale qui employaient souvent des méthodes suspectes et trompaient leur clientèle. L'émigration fut parfois soutenue par les gouvernements, notamment dans le Sud-Ouest de l'Allemagne et tout particulièrement dans le Pays de Bade, où l'on espérait ainsi désamorcer la crise sociale.
Au début des années 1850, le nombre des émigrants continua à augmenter et s'élevait en 1854 à 239 000 par an. Leur motivation était à la fois d'ordre social, économique et aussi, d'une manière sous-jacente, politique. On a compté au total environ 1,1 million d'émigrants entre 1850 et 1860, dont pas moins d'un quart provenait des régions d'Allemagne du Sud-Ouest où la pratique était de diviser les héritages entre les survivants.

### Naissance d'une classe ouvrière
Depuis le milieu des années 1840, on assiste à une mutation de la composition et du caractère des couches inférieures de la société, ce qui se reflète dans le fait que la notion de prolétariat prend une place de plus en plus importante dans le discours social de l'époque, supplantant jusque dans les années 1860 la notion de paupérisation. Les diverses définitions qu'on en donnait alors montrent bien combien cette classe sociale était différenciée dans la phase de transition entre la société traditionnelle et la société industrielle. On y trouvait les travailleurs manuels et les journaliers, les compagnons, aides et apprentis et enfin les ouvriers d'usines et salariés de l'industrie. En 1849, ces « classes ouvrières » au sens large du terme représentaient en Prusse environ 82 % de la population active et, avec leurs familles, 67 % de la population totale,.
Au sein de ce groupe, les ouvriers d'usine ne constituaient encore qu'une faible minorité. En 1849, ils étaient en Prusse au nombre de 270 000 seulement (y compris les employés des manufactures). Si l'on inclut les 54 000 mineurs, on obtient un total de 324 000 ouvriers, toujours relativement peu élevé, qui passera à 541 000 en 1861. Les travailleurs de l'industrie constituaient donc un groupe encore relativement restreint du point de vue quantitatif, mais stratégiquement important, au sein de la population active. Au début des années 1870, alors que la révolution industrielle s'achevait, les statistiques faisaient état, en Prusse, de 885 000 travailleurs de l'industrie et 396 000 mineurs. Selon le nouvel Office des statistiques du Reich, l'activité minière, l'industrie, la métallurgie et le bâtiment regroupaient en 1871 32 % de la population active. Le nombre des travailleurs et domestiques en dehors de l'industrie et de l'agriculture demeurait relativement élevé (15,5 %). Pour ce qui est de l'emploi dans l'industrie et les mines, la Saxe, région hautement développée, était nettement en tête, avec 49 % de la population active,.

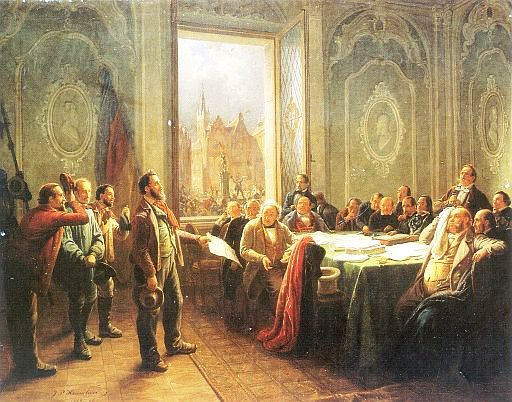
Ouvriers devant le magistrat pendant la révolution de mars 1848 (tableau de Johann Peter Hasenclever).

Les revenus différaient non seulement entre les journaliers de l'agriculture et les travailleurs industriels des villes, mais aussi à l'intérieur de ces groupes. L'organisation du travail au sein de grandes entreprises impliquait une hiérarchie bien marquée entre les ouvriers qualifiés, semi-qualifiés et non qualifiés. Les ouvriers qualifiés étaient pour la plupart des anciens compagnons ou maîtres issus d'un artisanat en profonde crise. On trouvait à un niveau encore nettement plus élevé des catégories professionnelles hautement spécialisées comme les imprimeurs ou les typographes, qui disposaient souvent d'une formation approfondie et s'organisèrent très tôt, ayant le sentiment de former l'avant-garde de la main d'œuvre qualifiée. Ce n'est pas un hasard si Stephan Born, le fondateur de la Fraternité générale des travailleurs allemands et une bonne part des adhérents de celle-ci provenaient de ces milieux. Les ouvriers non ou peu qualifiés étaient la plupart du temps issus des couches inférieures de la population des villes ou des zones rurales avoisinantes. Pendant les décennies sur lesquelles s'étend la révolution industrielle, c'est-à-dire depuis les années 1850, l'industrie en pleine croissance commença aussi à attirer de plus en plus de migrants provenant d'autres régions du pays,.
Les femmes étaient fortement représentées dans certains secteurs, comme l'industrie textile. Par contre, on n'en trouvait guère dans les mines ou dans l'industrie lourde. Notamment dans les premières décennies, on faisait aussi beaucoup travailler les enfants, particulièrement dans l'industrie textile. Néanmoins, le travail des enfants ne prenait, et de loin, pas des proportions aussi importantes que dans les premières décennies de l'industrialisation en Angleterre et il resta un phénomène temporaire. Le travail des enfants et des femmes demeura toutefois très répandu dans l'agriculture et dans l'artisanat à domicile,.
La fusion des différentes catégories tout d'abord très hétérogènes en une classe ouvrière partageant une identité plus ou moins commune commença dans les villes et fut pour une bonne part une conséquence de l'exode des couches inférieures de la population rurale. Les membres des couches paupérisées du Vormärz espéraient trouver dans les villes des revenus plus durables et de meilleures rétributions. De par leur cohabitation dans des cités exiguës, les ouvriers et leurs familles formèrent un environnement social consolidé,.
Un profond changement de mentalité s'empara des classes ouvrières. Alors que les couches inférieures de la population tant urbaine que rurale considéraient jadis leur détresse comme un destin pratiquement irrévocable, les nouvelles opportunités de revenus qu'offrait l'industrie renforcèrent leur volonté de changer quelque chose à leur sort, qu'elles considéraient de plus en plus comme injuste. Ce fut là l'un des fondements sociaux du mouvement ouvrier qui était en train de naître,. Les injustices sociales s'étendant à des couches de plus en plus importantes de travailleurs dépendants suscitèrent le débat sur la question sociale, pour laquelle réformateurs sociaux, socialistes utopiques et socialistes scientifiques développèrent différentes solutions,.

## Suite: la seconde révolution industrielle
La première industrialisation allemande est prolongée par ce que les Allemands appellent la « haute croissance industrielle (de) » ou « seconde révolution industrielle », caractéristique principale de l'économie de l'Empire allemand.